# File Transfer Protocol Secure
Le File Transfer Protocol Secure, abrégé FTPS, est un protocole de communication destiné à l'échange informatique de fichiers sur un réseau TCP/IP, variante du FTP, sécurisé avec les protocoles SSL ou TLS. Il permet au visiteur de vérifier l'identité du serveur auquel il accède grâce à un certificat d'authentification. Il permet également de chiffrer la communication.

## Fonctionnement
Il y a deux méthodes pour invoquer le chiffrement SSL/TLS avec FTP, soit de manière explicite, soit implicite.

### FTP avec chiffrement explicite
La connexion s'effectue sur le port 21, le port de commande FTP standard, et soit :
- la commande "AUTH TLS" (anciennement "AUTH TLS-C") demande au serveur de chiffrer le transfert de commande en TLS, et le chiffrement du transfert de données se fait par la commande "PROT P" ;
- (non standard) la commande "AUTH SSL" (anciennement "AUTH TLS-P") demande au serveur de chiffrer le transfert de commande et de données en SSL.

Cette approche est compatible avec les serveurs ou clients FTP ne supportant pas le chiffrement SSL/TLS, auquel cas une connexion non chiffrée pourra être utilisée ou bien refusée.
Le schéma d'URI est ftpes:// ou simplement ftp://.
Les RFC 4217 et RFC 2228 décrivent ce mécanisme explicite avec chiffrement TLS.

### FTP avec chiffrement implicite
La connexion au serveur se fait sur le port 990, port de commande sur lequel la négociation SSL/TLS s'effectue. Le port de données est le 989, lui aussi chiffré.
Le schéma d'URI est ftps://.
Cette approche plus ancienne que la méthode explicite n'est pas soutenue par l'IETF.
Cette approche est semblable au fonctionnement du HTTPS décrit dans la RFC 2818 car la négociation SSL/TLS se fait lors de la connexion.